# Vicky Bruce
Victoria "Vicky" Frances Bruce (født 31. maj 1994) er en kvindelig amerikansk fodboldspiller, der spiller midtbane for tyske SC Sand i Frauen-Bundesliga.
Hun har tidligere spillet for skotske Rangers W.F.C., islandske Fimleikafélag Hafnarfjarðar, cypriotiske Apollon Limassol, svenske Morön BK. Hun skiftede i januar 2020 til danske Fortuna Hjørring, indtil skiftet til Bundesligaen.